# Valborg Thorburn
Valborg Maria Thorburn, född Koch 1 maj 1885 i Mjölby församling, Östergötlands län, död 22 mars 1968 i Uddevalla församling, Göteborgs och Bohus län, var en svensk rösträttsaktivist. Hon var gift med Charles Thorburn och mor till Thomas Thorburn.
Hon var verksam i kampanjen för införandet av kvinnlig rösträtt i Sverige och ordförande för Föreningen för kvinnans politiska rösträtt i Uddevalla 1915-1919.